# Bernd Kuhlmann

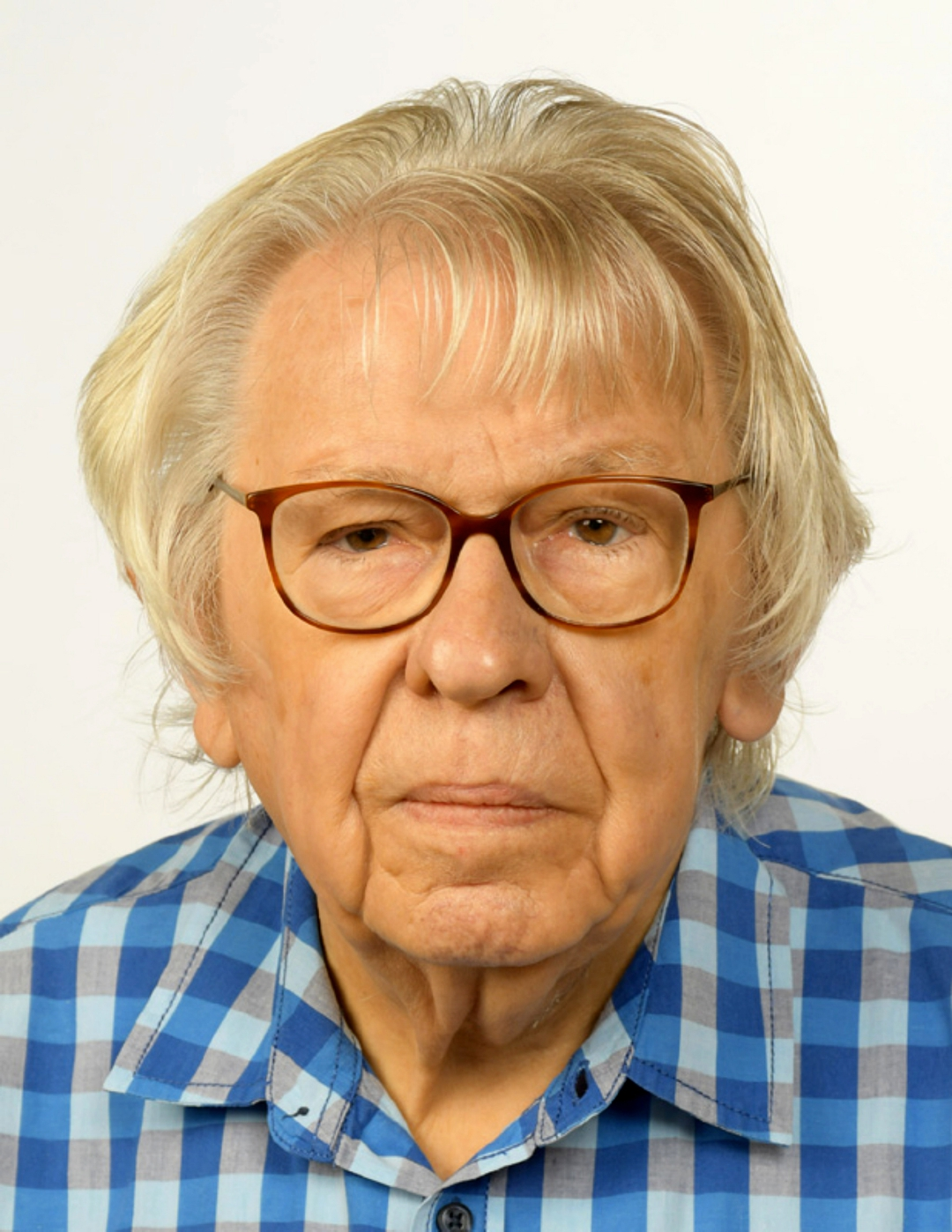
Bernd Kuhlmann

Bernd Kuhlmann (* 28. September 1940 in Trier) ist ein deutscher Eisenbahningenieur, Journalist sowie Sach- und Fachbuchautor.

## Leben
Nach dem Abitur, mit 18 im Jahr 1958, absolvierte er ein Vorpraktikum bei der Deutschen Reichsbahn mit Prüfungen zum selbständigen Arbeiten. Ein im September 1959 begonnenes Studium des Eisenbahnbetriebs an der Hochschule für Verkehrswesen in Dresden musste er nach dem Mauerbau wegen mangelnder Staatsverbundenheit zur Bewährung in der Produktion unterbrechen. In dieser Zeit war er als Fahrdienstleiter, Aufsicht, Stellwerksmeister und im Wagendienst auf dem Bahnhof Radebeul Ost tätig. Nach beendetem Studium (Juni 1965) erfolgte der Einsatz als Brigadevorsteher, auf dem damals noch nicht umgebauten Bahnhof Berlin-Lichtenberg.
Vom Januar 1968 bis September 1973 arbeitete Bernd Kuhlmann als Redakteur bei der Fahrt frei, der Mitarbeiterzeitung der Deutschen Reichsbahn. An der Karl-Marx-Universität Leipzig studierte er Journalistik als zweijähriges Fernstudium. An Wochenenden half er als Triebwagenführer bei der S-Bahn Berlin aus. Im Oktober 1973 wechselte er zur Reichsbahndirektion Berlin als Sachbearbeiter für die Weiterentwicklung der Bahnanlagen und nach der Bahnreform bei der Deutschen Bahn für die Infrastruktur im Raum Berlin.
Erste Buchveröffentlichungen von Kuhlmann erschienen in den 1980er Jahren. Seit seinem Ruhestand widmet er sich intensiv der Bahngeschichte, vor allem der Deutschen Reichsbahn in der Nachkriegszeit sowie rund um Berlin, aber auch aus anderen Bereichen. Bekannt wurde er durch vielfältige Veröffentlichungen zur Bahngeschichte, beispielsweise „Russische Züge auf deutschen Schienen“, „Eisenbahnen auf Usedom“, „Bahnknoten Berlin (seit 1838)“, „Deutsch-deutsche Grenzbahnhöfe“, „Die Deutsche Reichsbahn in West-Berlin“, „Eisenbahnen über die Oder-Neiße-Grenze“, „Deutsche Reichsbahn – geheim“ sowie zahlreiche Beiträge in Fachzeitschriften. Vom Deutschen Bahnkunden-Verband wurde der Autor mit dem „Deutschen Schienenverkehrs-Preis 2006 – Kulturpreis“ ausgezeichnet.

## Schriften
- Stadtschnellbahnen der Sowjetunion. Verlag Josef Otto Slezak, Wien 1981, ISBN 3-900134-25-1.
- Lexikon Metros der Welt. transpress - VEB Verlag für Verkehrswesen, Berlin 1985, ISBN 3-613-01068-2 (Mitautor).
- Metros der Welt. transpress Verlagsgesellschaft mbH, Berlin 1992, ISBN 3-344-70715-9 (Mitautor).
- Eisenbahnen auf Usedom. alba Publikation, Düsseldorf 1995, ISBN 3-87094-228-2.
- Eisenbahn-Größenwahn in Berlin – Die Planungen von 1933 bis 1945 und deren Realisierung. Verlag Gesellschaft für Verkehrspolitik und Eisenbahnwesen, Berlin 1996, ISBN 3-89218-035-0.
- Schönefeld bei Berlin – Ein Amt, ein Flughafen und elf Bahnhöfe. Verlag Gesellschaft für Verkehrspolitik und Eisenbahnwesen, Berlin 1996, ISBN 3-89218-038-5.
- Reichsbahn ohne Reich. Band 1. Verlag LokReport, Berlin 1996, ISBN 3-921980-52-6 (Mitautor).
- Peenemünde – Das Raketenzentrum und seine Werkbahn. Verlag Gesellschaft für Verkehrspolitik und Eisenbahnwesen, Berlin 1997, ISBN 3-89218-060-1.
- Der Berliner Außenring. Verlag Kenning, Nordhorn 1997, ISBN 3-927587-65-6.
- Züge durch Mauer und Stacheldraht. Verlag Gesellschaft für Verkehrspolitik und Eisenbahnwesen, Berlin 1998, ISBN 3-89218-050-4.
- Brisante Zugfahrten auf Schienen der DR – Geheime Technik, gefährliche Frachten, „rote Prominenz“. Verlag Gesellschaft für Verkehrspolitik und Eisenbahnwesen, Berlin 1999, ISBN 3-89218-057-1.
- Eisenbahnen auf Usedom. 2. Auflage. Alba Publikation, Düsseldorf 1999, ISBN 3-87094-234-7.
- Reichsbahn ohne Reich. Band 2. Verlag LokReport, Berlin 1999, ISBN 3-921980-69-0 (Mitautor).
- Bahnknoten Berlin - Die Entwicklung des Berliner Eisenbahnnetzes seit 1838. Verlag Gesellschaft für Verkehrspolitik und Eisenbahnwesen, Berlin 2000, ISBN 3-89218-003-2.
- Die normalspurige Müglitztalbahn Heidenau, Altenberg. Verlag Kenning, Nordhorn 2000, ISBN 3-933613-08-6.
- Russische Züge auf deutschen Schienen 1945 bis 1994. Verlag Gesellschaft für Verkehrspolitik und Eisenbahnwesen, Berlin 2002, ISBN 3-89218-076-8.
- Peenemünde – Das Raketenzentrum und seine Werkbahn. 2. Auflage. Verlag Gesellschaft für Verkehrspolitik und Eisenbahnwesen, Berlin 2003, ISBN 3-89218-081-4.
- Eisenbahnen über die Oder-Neiße-Grenze. Ritzau KG - Verlag Zeit und Eisenbahn, Pürgen 2004, ISBN 3-935101-06-6.
- Deutsch-deutsche Grenzbahnhöfe. GeraMond, München 2005, ISBN 3-7654-7140-2.
- Eisenbahnen auf Usedom. 3. Auflage. alba Publikation Düsseldorf, 2005, ISBN 3-87094-241-X.
- Eisenbahn-Größenwahn in Berlin – Die Planungen von 1933 bis 1945 und deren Realisierung. 2. Auflage. Verlag Gesellschaft für Verkehrspolitik und Eisenbahnwesen, Berlin 2005, ISBN 3-89218-093-8.
- Bahnknoten Berlin – Die Entwicklung des Berliner Eisenbahnnetzes seit 1838. 2. Auflage. Verlag Gesellschaft für Verkehrspolitik und Eisenbahnwesen, Berlin 2006, ISBN 3-89218-099-7.
- Deutsche Reichsbahn – geheim. GeraMond, München 2007, ISBN 978-3-7654-7082-0.
- Die Deutsche Reichsbahn in West-Berlin. Verlag Bernd Neddermeyer, Berlin 2007, ISBN 978-3-933254-82-5.
- Die Berliner Bahnhöfe – Alle Fern-, Stadt- und Güterbahnhöfe. GeraMond, München 2010, ISBN 978-3-7654-7086-8.
- Die Eisenbahn – Zur Bahngeschichte in und um Karlshorst. Hrsg. von den Geschichtsfreunden Karlshorst im Kulturring in Berlin e.V., Berlin, ISBN 978-3-9814590-3-6.
- Deutsch-deutsche Grenzbahnhöfe. 3. Auflage. GeraMond, München 2012, ISBN 978-3-86245-143-2.
- Die Müglitztalbahn Heidenau - Altenberg – Die Zeit der Schmalspur und der Normalspur. Bildverlag Böttger, Witzschdorf 2012, ISBN 978-3-937496-47-4.
- Peenemünde – Das Raketenzentrum und seine Werkbahn. 3. Auflage. Verlag Gesellschaft für Verkehrspolitik und Eisenbahnwesen, Berlin 2012, ISBN 978-3-89218-100-2.
- Deutsche Reichsbahn – geheim. 3. Auflage. GeraMond, München 2013, ISBN 978-3-86245-187-6.
- Peenemünde – Das Raketenzentrum und seine Werkbahn. 4. Auflage. Verlag Gesellschaft für Verkehrspolitik und Eisenbahnwesen, Berlin 2015, ISBN 978-3-89218-102-6.
- Eisenbahnen am Bodensee. Sutton Verlag, Erfurt 2015, ISBN 978-3-95400-578-9.
- Der Nahverkehr - Berlin-Karlshorst - öffentliche Verkehrsmittel im Wandel der Zeiten. Hrsg. von den Geschichtsfreunden Karlshorst im Kulturring in Berlin e.V., Berlin 2015, ISBN 978-3-9814590-9-8.
- Eisenbahnen auf Usedom. 4. Auflage. Bildverlag Böttger, Witzschdorf 2016, ISBN 978-3-937496-75-7.
- Auf Normal- und Breitspur über die Ostsee – Von der „Königslinie“ zum Fährhafen Sassnitz. Verlag Bernd Neddermeyer, Berlin 2016, ISBN 978-3-941712-55-3.
- Schienen verbinden Deutschland und Tschechien. Bildverlag Böttger, Witzschdorf 2018, ISBN 978-3-937496-80-1.
- Schienen verbinden Deutschland und Polen. Bildverlag Böttger, Witzschdorf 2019, ISBN 978-3-96564-000-9.
- Vom Rostkreuz zum Ostkreuz. transpress-Verlag, Stuttgart 2019, ISBN 978-3-613-71580-6.
- Die Deutsche Reichsbahn in West-Berlin. transpress-Verlag, Stuttgart 2020, ISBN 978-3-613-71311-6.
- Berlin Nordkreuz. transpress-Verlag, Stuttgart 2020, ISBN 978-3-613-71608-7.
- Auf Schienen zum BER. transpress-Verlag, Stuttgart 2021, ISBN 978-3-613-71624-7.
- Berliner Bahnprojekte – Nie gebaut. transpress-Verlag, Stuttgart 2022, ISBN 978-3-613-71639-1.
- Eisenbahnen auf Usedom. 5. Auflage. Bildverlag Böttger, Witzschdorf 2022, ISBN 978-3-96564-025-2.
- Bahnfahrten im zerstörten Berlin. transpress-Verlag, Stuttgart 2023, ISBN 978-3-613-71676-6.